# Arnaud Rogé
Pour les articles homonymes, voir Rogé.
Arnaud Rogé est un général et homme politique français né le 19 novembre 1776 à Boisse (Dordogne) et décédé le 23 mai 1854 à Paris.

## Biographie
Engagé volontaire dans les chasseurs à cheval en l'an VII, il fait toutes les campagnes napoléoniennes.
Sous-Lieutenant en 1807, il est blessé d'un coup de sabre lors de la Bataille du Piave en 1809. Lieutenant, il passe au 8e régiment de chasseurs à cheval, au sein duquel il poursuit l'épopée impériale. En 1812 il est appelé par le futur maréchal Emmanuel de Grouchy qui fait de lui son aide-de-camp.
Promu chef d'escadron au feu lors de la Bataille de Brienne, il devient colonel sur le champ de Bataille de Vauchamps, où il est blessé. 
Sous la première Restauration, il rallie Louis XVIII et devient « colonel à la suite » du 12e régiment de chasseurs à cheval.
Il est fait chevalier de l’ordre royal et militaire de Saint Louis le 11 octobre 1814.
Il passe ensuite au service du roi, et reçoit le 3 février 1815, au cœur du congrès de Vienne, la croix de chevalier de l’Ordre impérial de Léopold d’Autriche.
Durant les Cents-jours , il rejoint Napoléon Bonaparte et commande, le 18 juin 1815, le 1er régiment de carabiniers à la bataille de Waterloo. A sa tête il charge six carrés d’infanterie anglaise, et a son cheval tué sous lui. Il écrira à sa femme au lendemain de la bataille :
« Le beau cheval dont monsieur Baillencourt me demandait 60 louis a été tué sous moi dans un carré d'infanterie anglaise, d'où je suis sorti à pied comme par miracle, d'autant plus que j'ai perdu dans cette charge la moitié et même les deux tiers de mon régiment. Imagine que l'on m'a fait charger sur six carrés d'infanterie placés sur une pente formant amphithéâtre et que tous faisaient à la fois feu sur moi, en outre de la mitraille qui pleuvait sur nos rangs. Le major que tu connaissais a été tué (…) »
Mis en demi-solde en 1815, il est remis en activité en 1825 comme commandant du dépôt de Saint-Lô. 
En septembre 1830, le Maréchal Gérard, ministre de la Guerre, le nomme à la tête du 8e régiment de cuirassiers. 
Il est fait maréchal de camp le 9 janvier 1832 avant d’être nommé en avril au commandement du département du Gers, puis du département de la Sarthe en juin 1835.
Il termine sa carrière le 15 août 1839, date à laquelle il est placé au corps de réserve. 
Maire de Sainte-Croix-lès-Le Mans, conseiller général, il est député de la Sarthe de 1849 à 1854, siégeant sur les bancs bonapartistes et soutenant le Second Empire.

## Sources
- « Arnaud Rogé », dans Adolphe Robert et Gaston Cougny, Dictionnaire des parlementaires français, Edgar Bourloton, 1889-1891 [détail de l’édition]